# Darwin D. Martin House
La Darwin D. Martin House est une maison américaine à Buffalo, dans l'État de New York. Dessinée par Frank Lloyd Wright dans le style Prairie School, elle est construite entre 1903 et 1905. Elle est inscrite au Registre national des lieux historiques et est classée National Historic Landmark depuis le 24 février 1986.